# Schloss Rundāle

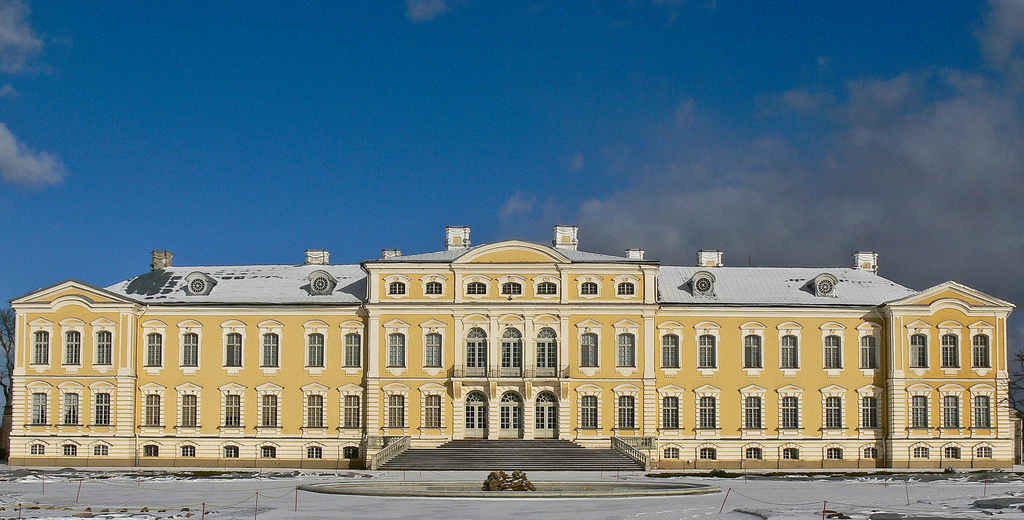
Die Gartenfront des Schlosses

Schloss Ruhental (lettisch Rundāles pils) ist ein seit 1920 im Staatsbesitz befindliches Barockschloss in der lettischen Region Semgallen, 10 Kilometer westlich der Stadt Bauska im Ort Rundāle gelegen. Es wird oft als das Versailles des Baltikums bezeichnet.

## Geschichte

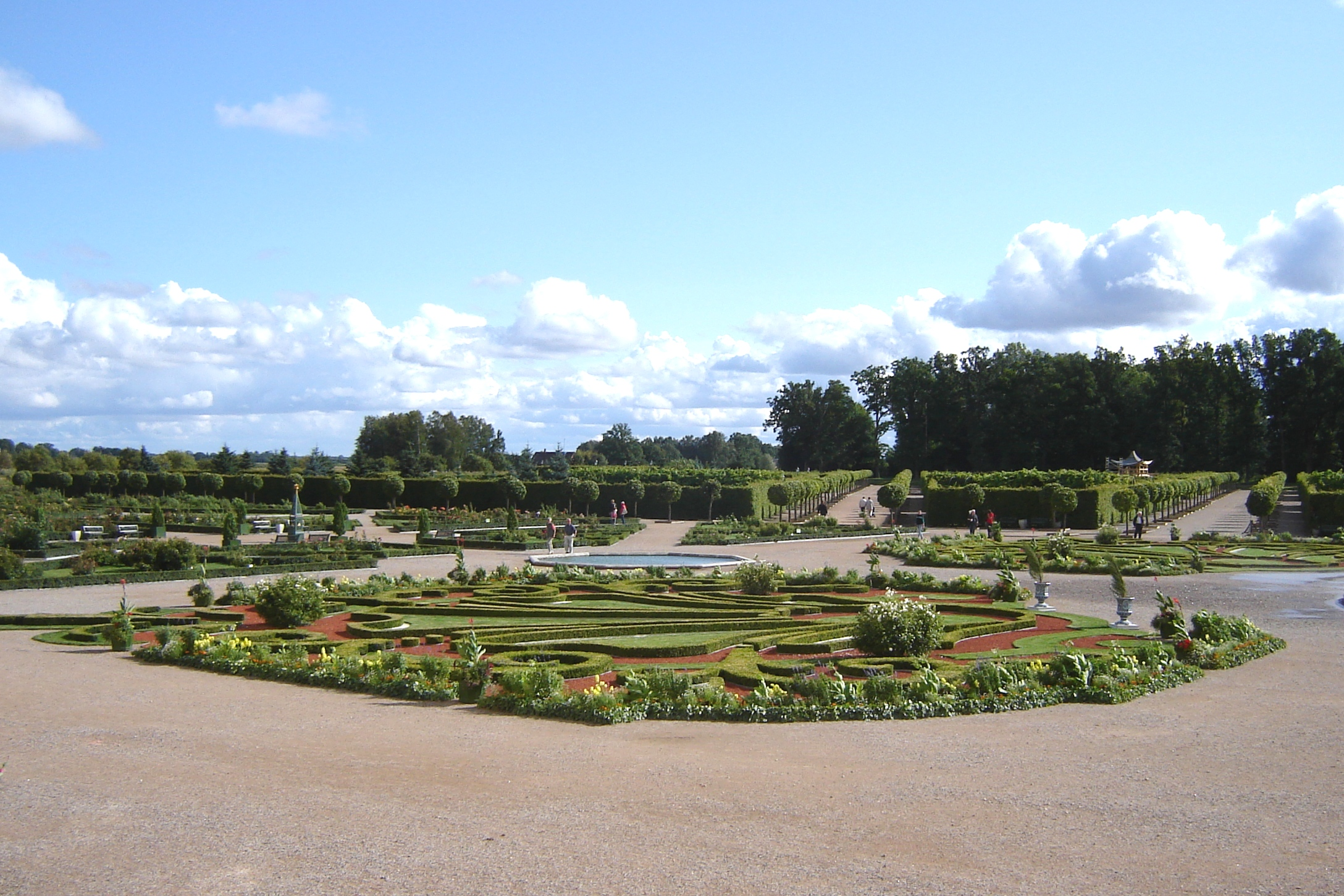
Blick über den Schlossgarten

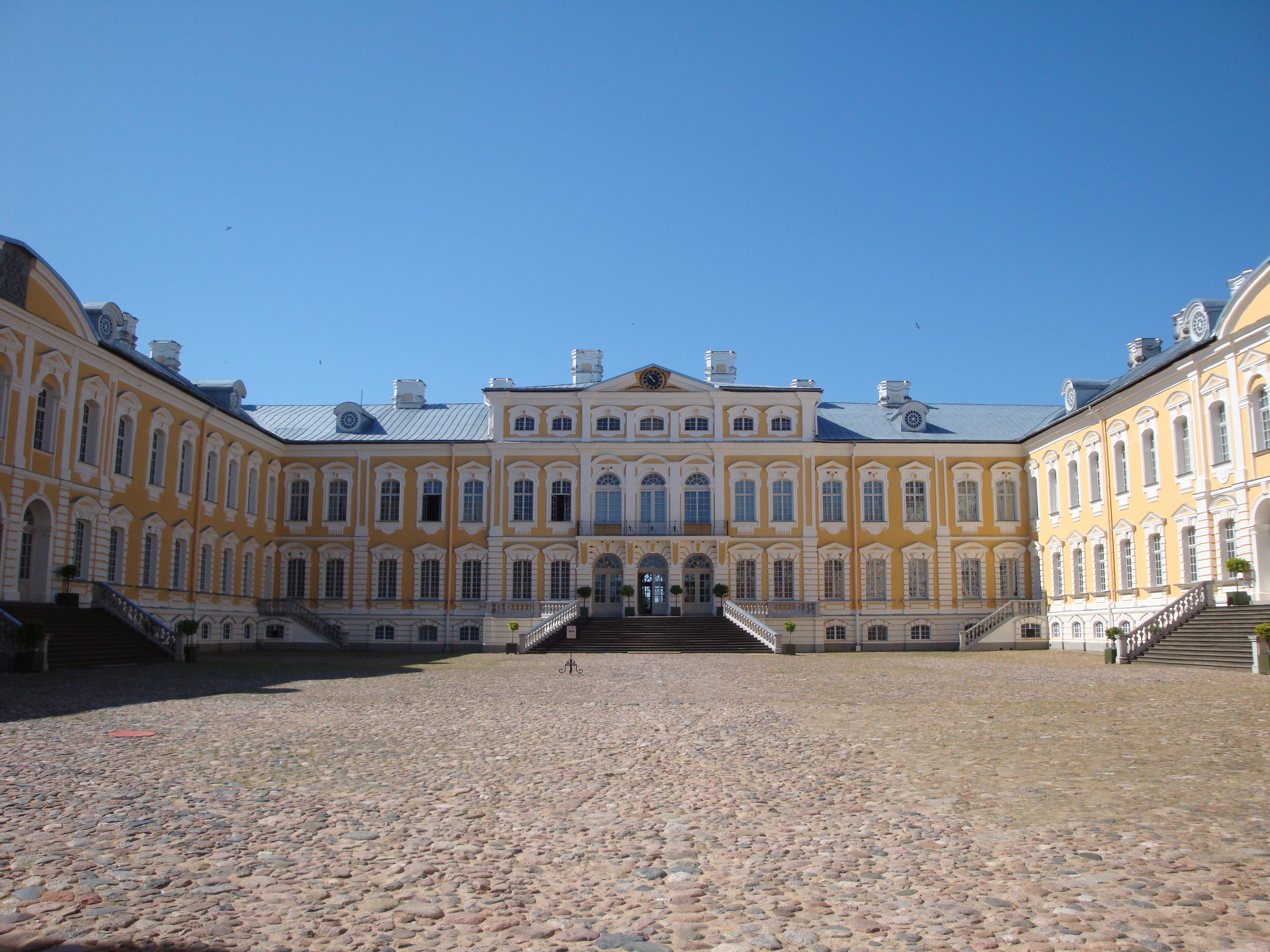
Ehrenhof und Haupteingang

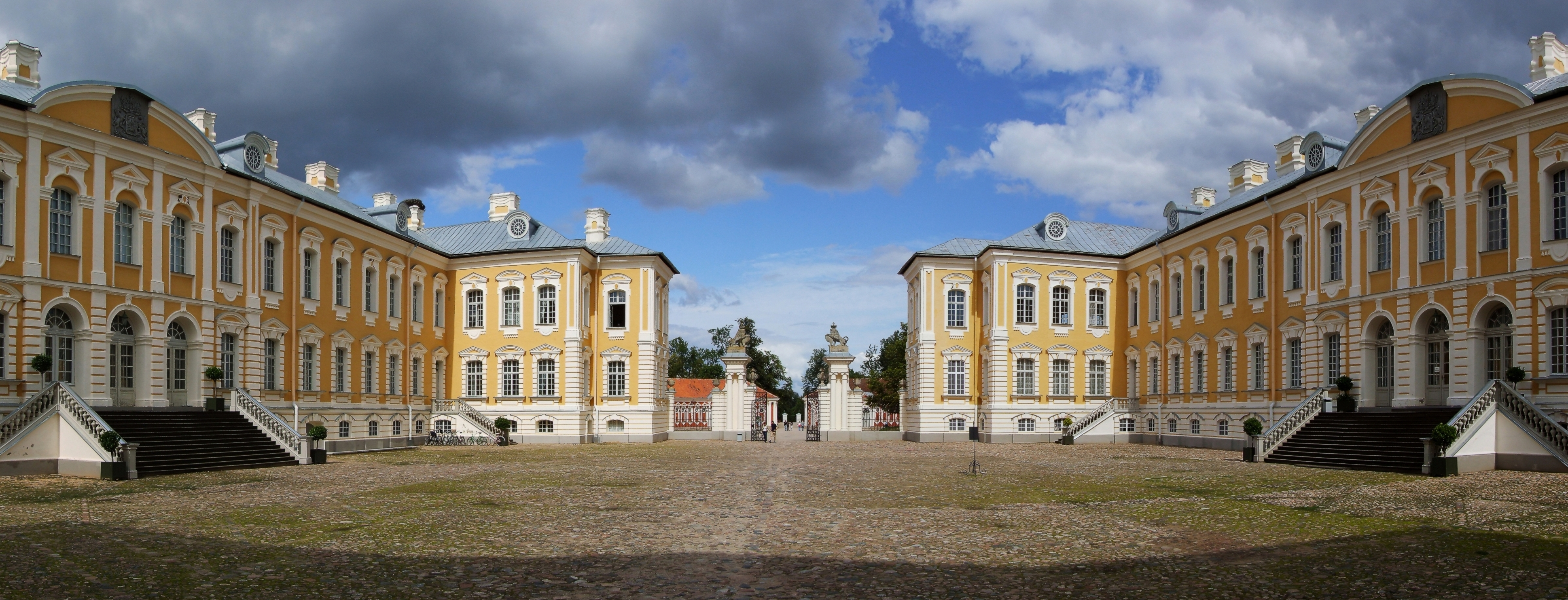
Ehrenhof

Das Schloss Ruhental gehört neben Schloss Mitau (Jelgava) zu den bedeutendsten Baudenkmälern des Barocks und des Rokoko in Lettland. Es wurde nach dem Vorbild des französischen Schlosses Versailles gestaltet. Das dreiflüglige und zweistöckige Schloss beherbergt auf fast 7000 m² 138 Zimmer und Säle. Der Schlosspark ist ebenfalls im französischen Stil angelegt.
Der Bau des Schlosses wurde von der russischen Zarin Anna Iwanowna veranlasst; es sollte als Sommerresidenz des kurländischen Herzogs Ernst Johann Biron dienen. Mit dem Entwurf wurde der russisch-italienische Architekt und Baumeister am Zarenhof Bartolomeo Francesco Rastrelli beauftragt, der bereits die Pläne für den Winterpalast der Eremitage in St. Petersburg erstellt hatte. Der Grundstein wurde 1735 gelegt, die Bauarbeiten dauerten zunächst bis 1740. 1739 werden auch Elemente des friderizianischen Rokoko übernommen (Höhepunkt: Rosenzimmer; Holzarbeiten von Johann Baptist Eger). Der Schlosspark wurde ebenfalls nach Rastrellis Vorgaben im französischen Stil angelegt und mit 328.185 Linden bepflanzt (Gärtner: Christopher Weiland). Biron nutzte das Schloss nur drei Jahre lang, da er nach dem Tod der Zarin Anna (1740) nach Sibirien verbannt wurde. Erst mit der Machtübernahme durch Zarin Katharina II. 1762 konnte Biron 1763 nach Kurland zurückkehren. Zwischen 1763 und 1768 wurden wieder Bauarbeiten am Schloss durchgeführt; vor allem die Inneneinrichtung wurde fertiggestellt. Die Gestaltung der Innenräume lag in den Händen der in St. Petersburg ansässigen italienischen Barockmaler Francesco Martini und Carlo Zucchi, die zuvor in Dresden und St. Petersburg gearbeitet hatten, sowie des Berliner Bildhauers Johann Michael Graff. Nach dem Tode Birons nutzte dessen Sohn, Herzog Peter von Biron, das Schloss bis 1795. Nachdem das Herzogtum Kurland und Semgallen 1795 vom Russischen Reich annektiert und das Herzogshaus Biron von Curland finanziell abgefunden worden war, übergab die Zarin das Schloss ihrem Günstling Graf Subow. Durch ihn erhielt der Bau Züge des russischen Klassizismus. Zuvor hatte Peter von Biron den größten Teil des Inventars auf seine Besitzungen in Böhmen und Niederschlesien schaffen lassen.
Später kam das Schloss in den Besitz der Familie Schuwalow. 1915 richtete die deutsche Armee im Schloss ein Lazarett ein, und 1919 erfolgten Verwüstungen bei politischen Aufständen. Im Rahmen der lettischen Agrarreform wurde das nach dem Ersten Weltkrieg beschädigte Schloss 1920 enteignet und ging in den Besitz des lettischen Staates über. In den Gebäuden wurden Wohnungen und eine Grundschule eingerichtet. 1933 wurde es dem Lettischen Historischen Museum übergeben, und es wurden einige Renovierungsmaßnahmen begonnen. Den Zweiten Weltkrieg überstand Rundāle äußerlich unbeschädigt, es wurde jedoch in den Nachkriegsjahren als Kornspeicher genutzt, und damit ging ein Großteil der wertvollen Inneneinrichtung zugrunde. 1972 wurde das Schlossmuseum Rundāle gegründet und mit umfangreichen Restaurierungsarbeiten begonnen.

## Aktuelle Nutzung
Das Schlossmuseum Rundāle ist eine Forschungsstelle für die ältere Kunstgeschichte Lettlands. Es beherbergt die Ausstellung „Kunstschätze im Schloss Rundāle“. Diese enthält Exponate der Kunst Europas und des Ostens aus der Zeit von vier Jahrhunderten. Ausgestellt sind Möbel, Porzellan, Silber, Gemälde und Hinterlassenschaften der kurländischen Herzöge.
Die Sonderausstellung „Haus Biron im Ausland“ beschäftigt sich speziell mit der Familie des ersten Schlossherren. Nach den umfangreichen Renovierungen, bei denen auch die ursprünglichen und wertvollen Seidentapeten erneuert wurden, sind der eindrucksvolle Goldene und der Weiße Saal in ihrem ursprünglichen Prunk der Öffentlichkeit zugänglich. Die herzoglichen Appartements, das ovale Porzellankabinett (von J. M. Graff), der Raum mit holländischen Gemälden, die Schlafgemächer des kurländischen Herzogs (mit originalen Danziger Kachelöfen von T. G. Kater, 1740) und das Rosenzimmer (mit Parkettfußböden von J. B. Eger, 1739) sind vollständig rekonstruiert worden. Die meisten Deckengemälde und vergoldeten Schnitzereien sind ebenfalls wiederhergestellt worden. Die erhaltenen Kronleuchter stammen aus einer kurländischen Glashütte. Der Grundbestand an Gemälden gehört zur holländischen Barockmalerei. Im Küchentrakt befindet sich ein Schloss-Restaurant. Und im „Grünen Theater“ (Boskett nach Gartenplänen des 19. Jahrhunderts) können seit 2004 auch Opern aufgeführt werden. Leiter des Museums war bis vor wenigen Jahren Imants Lancmanis, seit 2019 wird es von Laura Lūse geleitet.

## Parkanlage

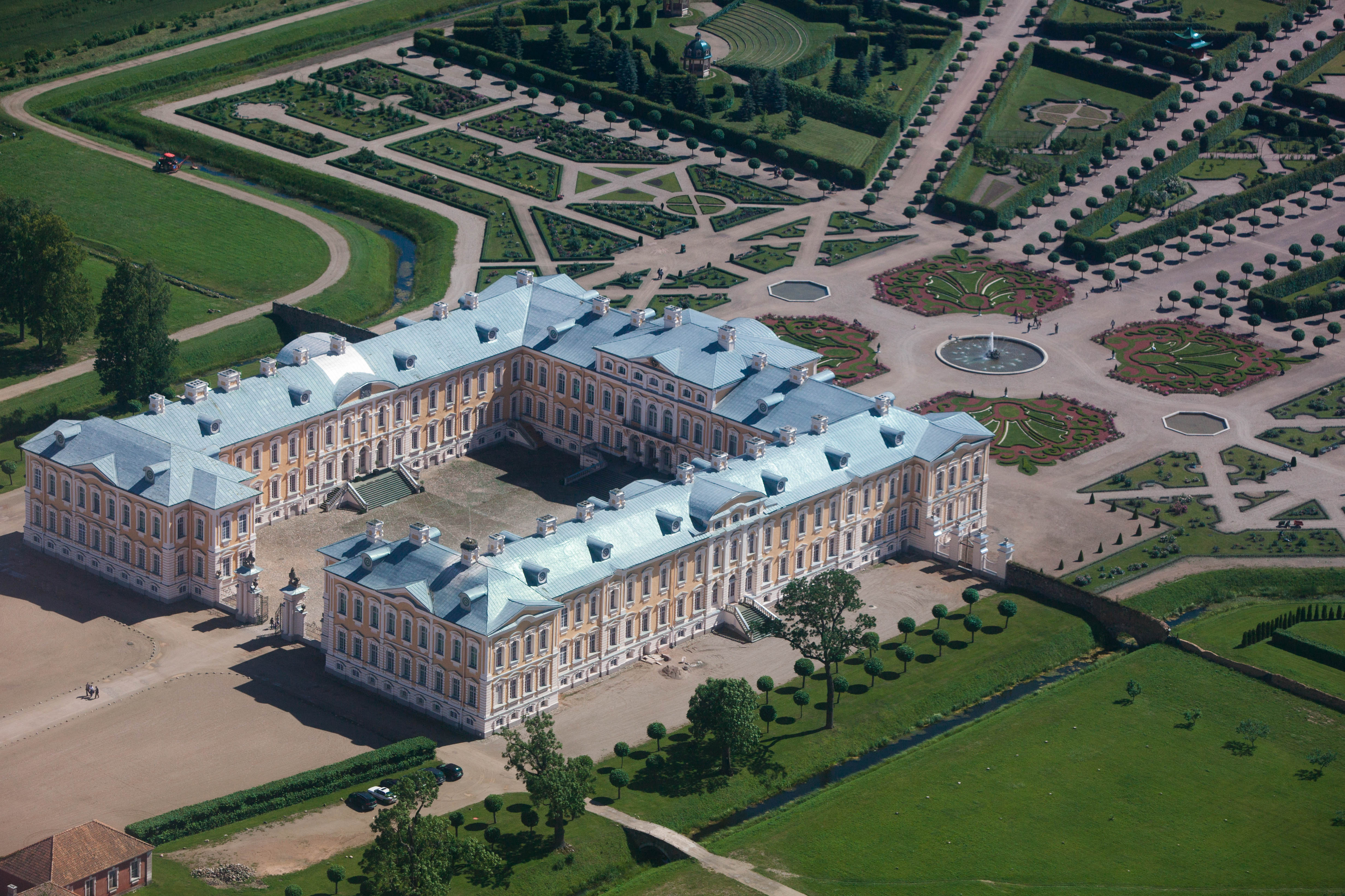
Luftbild von Schloss und Park

Zeitgleich mit dem Bau des Schlosses wurde dessen Park in dem damals modischen französischen Barockstil nach einem Entwurf des Architekten Francesco Rastrelli angelegt. Hauptverantwortliche für die Ausführung waren die Brüder und Gärtner Christopher und Michael Weiland. Die barocke Form des Gartens wurde im Wesentlichen bis zur Enteignung der Schlossanlage in den 1920er-Jahren gewahrt. Anschließend verwilderte und verwaldete er, kleinere Bereiche wurden umgenutzt, etwa als Sportplätze für die im Schloss untergebrachte Schule.
Die Restaurierung des Parks begann kurz nach der Gründung des Schlossmuseums Rundāle, als auch über den Umgang mit der Parkanlage entschieden werden musste. Nach längeren Diskussionen erfolgte die Entscheidung, den Barockgarten zu rekonstruieren. Die ursprüngliche Wegeführung und Anlage waren bekannt, allerdings wusste man nur wenig über die ursprüngliche Bepflanzung. Der Entwurf für die Restaurierung des Parks wurde 1975–1977 vom Institut Giproteatr  in Leningrad (heute Sankt Petersburg) nach dem Entwurf von Francesco Rastrelli und seinem Bepflanzungs- und Wegeplan ausgearbeitet. Die Baumpflanzungen wurden 1975 von Experten des Lettischen Nationalen Botanischen Gartens geplant. Die Umsetzung des Projekts gestaltete sich jedoch langwierig und kompliziert, denn es ließ sich keine Organisation finden, die unter den damaligen Bedingungen alle erforderlichen Arbeiten hätte erledigen können. Einen Teil der Aufgaben übernahmen die Museumsangestellten, einen großen Beitrag leisteten aber auch Freiwillige. 1975 bis 1978 wurde der hier inzwischen entstandene Wald gerodet. Anschließend wurde damit begonnen, das Wegenetz wiederherzustellen. Im September 1983 fand im Park die umfangreichste Aktion in der Geschichte des Museums statt: 2180 freiwillige Helfer arbeiteten am Ausbau des Wegenetzes. 1984 wurden die ersten neuen Bäume gepflanzt, 1985 folgten 8900 Weißbuchen, aus denen die Hecken der Boskette entstanden. Die Anpflanzung und Pflege wurde vom Museum organisiert. 1998 folgte die Restaurierung des Gärtnerhauses, 2003 wurde das „Grüne Theater“ eingeweiht und 2005 ein beachtlicher Rosengarten gepflanzt. Der Garten zeigt sich so heute in den originalen barocken Formen, die aber zum Teil modern gefüllt sind.

## Trivia
Das Schloss war einer der Drehorte für die Fernsehserie Sisi.